# Römermuseum Kastell Boiotro

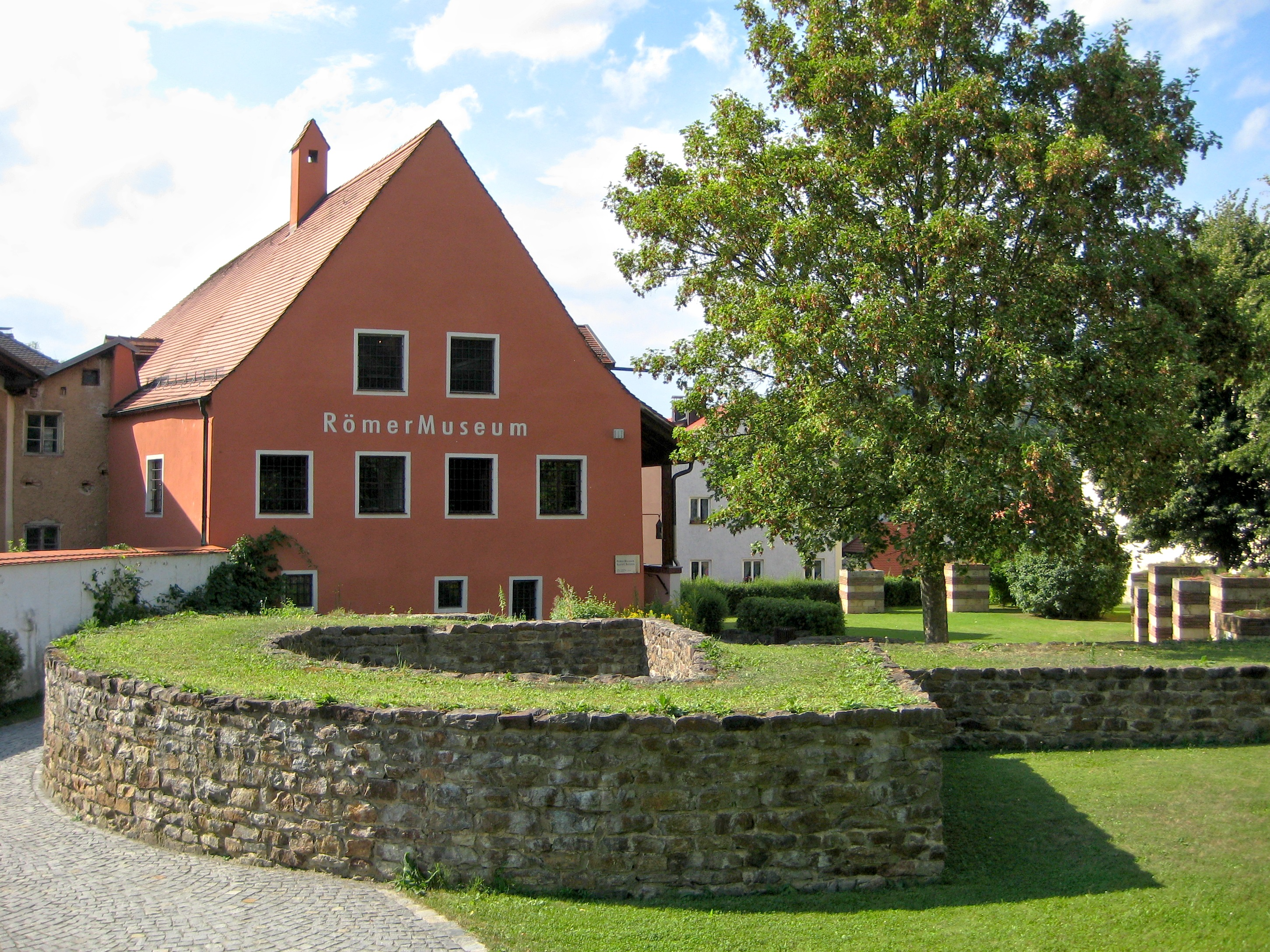
Römermuseum Kastell Boiotro

Das Römermuseum Kastell Boiotro ist ein im Passauer Stadtteil Innstadt angesiedeltes Museum. Es wurde 1982 eröffnet. Das Museum steht auf den Fundamenten des spätrömischen Kastells Boiotro, Reste der Militärbefestigung sind im Freigelände des Museums zu besichtigen. Der Heilige Severin, Missionar des Noricum, ließ Ende des 5. Jahrhunderts in den Ruinen des Römerkastells wahrscheinlich ein Kloster errichten, durch seine Aufzeichnungen wurde jedenfalls der Name Boiotro (verballhornt spätlateinisch für den Namen des Vorgängerkastells Boiodurum) bis in die Gegenwart erhalten.

## Ausstellung und Exponate
Das Museum, gelegen im Passauer Stadtteil Innstadt, ist in einem modernisierten spätmittelalterlichen Gebäude untergebracht. Die Reste des Kastells wurden nach sporadischen früheren Ausgrabungen überwiegend in den 1970er-Jahren freigelegt. Durch die räumliche Verbindung der Grabungsstätte und des Museums entstehen für den Besucher sowohl Einblicke in die frühe Geschichte Passaus und seiner Umgebung als auch in die archäologische Praxis. Die Ausstellungsstücke des Museums beschränken sich auf Funde aus dem ostbayerischen Raum und auf Passau selbst. Der Zeithorizont der Sammlung reicht von der Stein-  bis in die Neuzeit. Ein deutlicher Schwerpunkt liegt jedoch auf der Passauer Siedlungsgeschichte sowie den Funden und Grabungsergebnissen der Römerzeit mit der Modellrekonstruktion der römischen Ansiedlung.

## Sonderausstellungen
Das Museum bietet zweimal jährlich wechselnde Sonderausstellungen.